# Rhabdomastix monticola
Rhabdomastix monticola är en tvåvingeart som beskrevs av Alexander 1916. Rhabdomastix monticola ingår i släktet Rhabdomastix och familjen småharkrankar. Inga underarter finns listade i Catalogue of Life.